# Sagae
Sagae (jap. 寒河江市 Sagae-shi) – miasto w prefekturze Yamagata w Japonii (Honsiu). Ma powierzchnię 139,03 km². W 2020 r. mieszkało w nim 40 189 osób, w 13 627 gospodarstwach domowych  (w 2010 r. 42 373 osoby, w 12 702 gospodarstwach domowych) .

## Położenie
Miasto leży w rodkowej części prefektury nad rzekami Mogami oraz Sagae, na zachodnich zboczach gór Ōu. Graniczy z miastami:
- Murayama
- Tendō

oraz kilkoma miasteczkami.

## Historia
Miasto powstało 1 sierpnia 1954 roku.

## Transport

### Drogowy
- Autostrada Yamagata
- Drogi krajowe nr: 112, 287, 347, 458.

## Miasta partnerskie
- Korea Południowa: Andong
- Turcja: Giresun